# Coelogyne trinervis
Coelogyne trinervis é uma espécie de orquídea (Orchidaceae) do Sudeste Asiático.